# Andrij Smal'ko
Andrij Oleksijovyč Smal'ko (in ucraino Андрій Олексійович Смалько?; traslitterazione anglosassone: Andriy Oleksiyovych Smalko; Černobyl', 12 gennaio 1981) è un ex calciatore ucraino, di ruolo difensore.

## Carriera
Ha giocato nella massima serie ucraina.

## Nazionale
È stato convocato in Ucraina U19, Ucraina U20 e Ucraina U21. Con l'Ucraina U20, ha partecipato al torneo del Campionato mondiale di calcio Under-20 del 2001 in Argentina, dove è arrivato alla fase a eliminazione diretta contro il Paraguay.

## Statistiche
Statistiche aggiornate al 9 novembre 2023.

### Presenze e reti nei club
| Stagione        | Squadra         | Campionato      | Campionato | Campionato | Coppe nazionali | Coppe nazionali | Coppe nazionali | Coppe continentali | Coppe continentali | Coppe continentali | Altre coppe | Altre coppe | Altre coppe | Totale | Totale | Totale |
| Stagione        | Squadra         | Comp            | Pres       | Reti       | Comp            | Pres            | Reti            | Comp               | Pres               | Reti               | Comp        | Pres        | Reti        | Pres   | Reti   |        |
| --------------- | --------------- | --------------- | ---------- | ---------- | --------------- | --------------- | --------------- | ------------------ | ------------------ | ------------------ | ----------- | ----------- | ----------- | ------ | ------ | ------ |
| 2013-2014       | Desna Černihiv  | PL              | 19         | 0          | CU              | 3               | 0               |                    | -                  | -                  |             | -           | -           | 22     | 0      |        |
| 2014-2015       | Desna Černihiv  | PL              | 16         | 0          | CU              | 1               | 0               |                    | -                  | -                  |             | -           | -           | 17     | 0      |        |
| 2015-2016       | Desna Černihiv  | PL              | 7          | 0          | CU              | 0               | 0               |                    | -                  | -                  |             | -           | -           | 7      | 0      |        |
| 2015-2016       | Arsenal Kiev    | PL              | 6          | 0          | CU              | 0               | 0               |                    | -                  | -                  |             | -           | -           | 6      | 0      |        |
| Totale carriera | Totale carriera | Totale carriera | 48         | 0          |                 | 4               | 0               |                    | 0                  | 0                  |             | -           | -           | 52     | 0      |        |

## Palmarès

### Club
- Druha Liha:

Borysfen: 1999–2000

## Galleria d'immagini

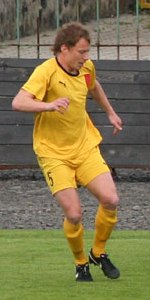
Smalko con la maglia del Zirka
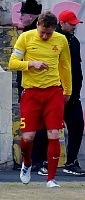
Smalko con la maglia del Zirka